# Bataille de Gross-Jägersdorf
Guerre de Sept Ans
Batailles
- Minorque (navale) (1756)
- Pirna (1756)
- Lobositz (1756)
- Reichenberg (1757)
- Prague (1757)
- Kolin (1757)
- Hastenbeck (1757)
- Gross-Jägersdorf (1757)
- Moys (1757)
- Rochefort (1757)
- Rossbach (1757)
- Breslau (1757)
- Leuthen (1757)
- Carthagène (navale) (1758)
- Olomouc (1758)
- Saint-Malo (1758)
- Rheinberg (1758)
- Krefeld (1758)
- Domstadl (1758)
- Cherbourg (1758)
- Zorndorf (1758)
- Saint-Cast (1758)
- Tornow (1758)
- Lutzelberg (1758)
- Hochkirch (1758)
- Bergen (1759)
- Kay (1759)
- Minden (1759)
- Kunersdorf (1759)
- Neuwarp (navale) (1759)
- Hoyerswerda (1759)
- Baie de Quiberon (navale) (1759)
- Maxen (1759)
- Meissen (1759)
- Glatz (1760)
- Landshut (1760)
- Corbach (1760)
- Emsdorf (1760)
- Dresde (1760)
- Warburg (1760)
- Liegnitz (1760)
- Rhadern (1760)
- Berlin (1760)
- Kloster Kampen (1760)
- Torgau (1760)
- Belle-Île (1761)
- Langensalza (1761)
- Cassel (1761)
- Grünberg (1761)
- Villinghausen (1761)
- Ölper (1761)
- Kolberg (1761)
- Wilhelmsthal (1762)
- Burkersdorf (1762)
- Lutterberg (1762)
- Reichenbach (1762)
- Almeida (1762)
- Valencia de Alcántara (1762)
- Nauheim (1762)
- Vila Velha de Ródão (1762)
- Cassel (1762)
- Freiberg (1762)

- Jumonville Glen (1754)
- Fort Necessity (1754)
- Fort Beauséjour (1755)
- 8 juin 1755
- Monongahela (1755)
- Petitcoudiac (1755)
- Lac George (1755)
- Fort Bull (1756)
- Fort Oswego (1756)
- Kittanning (1756)
- En raquettes (1757)
- Pointe du Jour du Sabbat (1757)
- Fort William Henry (1757)
- German Flatts (1757)
- Lac Saint-Sacrement (1758)
- Louisbourg (1758)
- Le Cran (1758)
- Fort Carillon (1758)
- Fort Frontenac (1758)
- Fort Duquesne (1758)
- Fort Ligonier (1758)
- Québec (1759)
- Fort Niagara (1759)
- Beauport (1759)
- Plaines d'Abraham (1759)
- Sainte-Foy (1760)
- Neuville (1760)
- Ristigouche (navale) (1760)
- Mille-Îles (1760)
- Signal Hill (1762)

- Cap-Français (1757)
- Martinique (1759)
- Guadeloupe (1759)
- Dominique (1761)
- Martinique (1762)
- Cuba (1762)

- Chandernagor (1757)
- Plassey (1757)
- Gondelour (1758)
- Négapatam (navale) (1758)
- Condore (1758)
- Madras (1758)
- Pondichéry (navale) (1759)
- Masulipatam (1759)
- Chinsurah (1758)
- Wandiwash (1760)
- Pondichéry (1760-1761)
- Manille (1762)

- Saint-Louis (1758)
- Gorée (1758)
- Gambie

## Contexte
Au début de la guerre de Sept Ans, la Russie se range du côté des Autrichiens (et des Français) dans le but de limiter la puissance montante de la Prusse. Disposant d'un avantage stratégique important en encerclant la Prusse, l'Autriche et la Russie attaquent le territoire de Frédéric II. En mai 1757, l'armée russe, forte de 72 000 hommes, 7 000 cavaliers, 16 000 cosaques un train d'artillerie, traverse la Pologne sous les ordres du maréchal Stepan Fiodorovitch Apraksine. Fin juin, les troupes russes arrivent en territoire prussien et, le 5 juillet, prennent le port de Memel. L'armée russe se lance alors vers Königsberg, capitale de la Prusse-Orientale. 

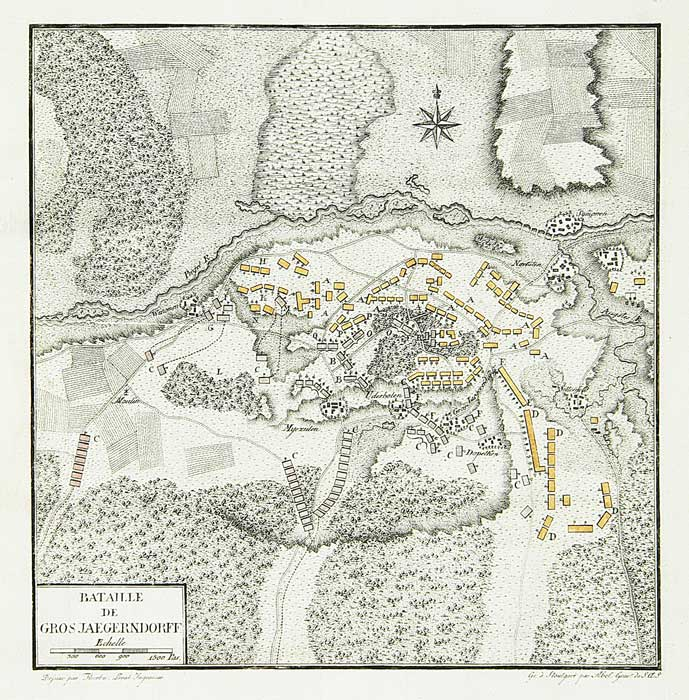
. Bataille de Gros Jaegerndorff

En parallèle, le maréchal Hans von Lehwaldt ne dispose que de 24 000 hommes pour s'opposer aux Russes. Il est en outre isolé de Frédéric II et son armée qui lutte contre les Autrichiens en Silésie. Cependant, plus audacieux, il décide de passer à l'offensive et d'intercepter l'armée russe en marche. Les deux armées se rencontrent près de Gross-Jägersdorf (localité abandonnée en 1945, dans l'actuel district de Tcherniakhovsk, oblast de Kaliningrad).

## Déroulement
Le matin du 30 août, à 5 h, l'armée prussienne attaque le corps du général russe Vassili Lopoukhine (ru) alors que celui-ci traverse la rivière Pregel. L'armée prussienne bouscule les troupes russes à la baïonnette et le général-prince Lopoukhine est tué dans l'affrontement. Cependant, marchant au son du canon, le corps du général Roumiantsev arrive sur les lieux de la bataille et attaque l'aile droite de l'armée prussienne alors qu'un détachement russe arrive par les arrières de l'armée de Lehwaldt.
Les Prussiens retraitent légèrement en bon ordre. Le centre russe se reprend alors et les cosaques du Don, sur l'aile droite russe, feignent la retraite pour attirer l'aile gauche prussienne sous le feu de l'artillerie. Ployant sous le nombre et ayant subi des pertes importantes, l'armée prussienne finit par battre définitivement en retraite à la fin de la journée. Les Russes ne poursuivant pas l'armée prussienne, celle-ci retraite en bon ordre.

## Bilan
Même si l'armée russe sort vainqueur de cette bataille, elle n'arrive pas à en tirer de profit: la timidité et le manque d'expérience du maréchal Apraksine permettent aux Prussiens de s'en sortir avec une armée encore active. Cependant, l'échec de l'assaut prussien montre que l'armée russe est plus compétente que prévu et qu'il faudra compter avec elle dans les batailles à venir.